# Rivetina caucasica
Rivetina caucasica är en bönsyrseart som beskrevs av Henri Saussure 1871. Rivetina caucasica ingår i släktet Rivetina och familjen Mantidae.

## Underarter
Arten delas in i följande underarter:
- R. c. turcica
- R. c. caucasica